# Henry Quinteros
Henry Edson Quinteros Sánchez (Distrito de Barranco, Lima, 17 de octubre de 1977) es un exfutbolista peruano. Actualmente se encuentra retirado.

## Biografía
Nació el miércoles 19 de octubre de 1977 en Lima, Perú. Hijo de Julio Ignacio Quinteros Surco († 2011), tiene un hermano futbolista, Ronald Quinteros. Nunca jugó junto a su hermano menor en clubes, pero sí los convocaron a la selección en el 2008, aunque no llegaron a jugar juntos en un partido oficial.

## Trayectoria
Surgió en el Club Deportivo Bella Esperanza (era filial de Alianza Lima) en 1997, haciendo su debut en la Primera División en Alianza Lima. En el 2001 es campeón nacional con Alianza Lima logrando así un cupo a la Copa Libertadores 2002. En el Descentralizado 2002 fue el mejor jugador del campeonato. Sus buenas actuaciones continuaron en el Apertura 2003 donde fue fundamental para que Alianza Lima se convierta en puntero gran parte del torneo. Incluso en el clásico ante Universitario jugado el 18 de mayo anotó el que es hasta la fecha el mejor gol de su carrera y uno de los mejores de la historia de los clásicos del fútbol peruano. Lamentablemente para él y su club se lesionó en la recta final del campeonato. Su ausencia coincide con el bajón de Alianza Lima que incluso es alcanzado y luego superado por Sporting Cristal que finalmente se coronó campeón del certamen. Justamente al acabar el torneo los celestes dan el golpe y contratan al que era en ese momento el mejor volante peruano. 
El equipo cervecero lo tuvo entre sus filas en el periodo 2003 a 2006 sumando 105 cotejos con 15 goles marcados. Tras ello, fichó por el Lech Poznań de la Ekstraklasa (primera división) polaca. Jugando allí por 2 temporadas hasta la finalización de la 2007-2008, vistió la camiseta azul en 41 ocasiones con 10 goles. En 2008 regresa al club que lo vio debutar en primera, Alianza Lima en los cuales totaliza. Con Alianza Lima jugó la Libertadores en 1998, 2000, 2002, 2003, 2010, 2011 y 2012; Merconorte 1999; Sudamericana del 2002 y 2003, convirtiendo 58 goles. Con Sporting Cristal. las ediciones de la Libertadores 2004 y 2005.
En su paso por Polonia le fue bien; lo sorpresivo, en cambio, fue que regresara. Primer peruano en el fútbol polaco, abrió la puerta para que después de él se fueran unos 5 o 6 jugadores más a aquel país.

## Selección nacional
Ha sido internacional con la Selección de fútbol del Perú en el período 2000-2009, jugó 22 partidos anotando un solo gol siendo parte de 3 planteles de eliminatorias a los mundiales (2002, 2006 y 2010). Formó parte del plantel que jugó la Copa Oro de la Concacaf en 2000 compartiendo plantel con jugadores como Ibáñez, Huamán, Soto, Rebosio, Solano, Jayo, Palacios, Holsen, Jorge Soto, Zúñiga, Lobatón, Del Solar, dirigidos por el colombiano Maturana.

## Clubes
| Club                | País    | Año       | PJ (G)    |
| ------------------- | ------- | --------- | --------- |
| América Cochahuayco | Perú    | 1995      | ? (?)     |
| Alcides Vigo        | Perú    | 1996      | ? (?)     |
| Bella Esperanza     | Perú    | 1997      | ? (?)     |
| Alianza Lima        | Perú    | 1998−2003 | +197 (45) |
| Sporting Cristal    | Perú    | 2003−2006 | 129 (17)  |
| Lech Poznań         | Polonia | 2006−2008 | 41 (10)   |
| Alianza Lima        | Perú    | 2008−2013 | 155 (12)  |
| León de Huánuco     | Perú    | 2014      | 16 (0)    |

## Palmarés

### Campeonatos nacionales
| Título                    | Club             | País | Año  |
| ------------------------- | ---------------- | ---- | ---- |
| Segunda División del Perú | Alcides Vigo     | Perú | 1996 |
| Torneo Clausura           | Alianza Lima     | Perú | 1999 |
| Torneo Apertura           | Alianza Lima     | Perú | 2001 |
| Primera División del Perú | Alianza Lima     | Perú | 2001 |
| Primera División del Perú | Alianza Lima     | Perú | 2003 |
| Torneo Clausura           | Sporting Cristal | Perú | 2005 |
| Primera División del Perú | Sporting Cristal | Perú | 2005 |